# Награда Т. С. Аштън
Наградата „Т. С. Аштън“ е британска награда за стопанска история.
Създадена със средства, дарени от покойния професор Томас Аштън (1889 – 1968), тя се присъжда веднъж на 2 години от Дружеството по икономическа история на автора на най-добрата статия, приета за публикуване в дружеството в предишните 2 календарни години, който отговаря на поне едно от следните условия към момента на подаване:
- на 35 години е или е по-млад,
- автор е поне 5 години от датата за получаване на докторска степен,
- обикновено не е имал предишни публикации в областта на икономическата и/или социалната история или тясно свързани обрасти.

Наградата е £1500.

## Носители
- 1972: П. Дж. Каин
- 1973: Сюзан Хоусън
- 1974: П. Е. Дюи
- 1975: не се присъжда
- 1976: В. Е. К. Гейтръл
- 1977: Уилям Рубинстийн и Дейвид Канадайн
- 1979: Роджър Мидълтън
- 1980: Джон Бекет
- 1981: не се присъжда
- 1983: Ричард Овъри
- 1985: Марк Томас
- 1987: Кристин Маклийд
- 1989: не се присъжда
- 1991: Ричард Хойл
- 1993: Д. Е. Х. Еджъртън и Сали Хоръкс
- 1995: Марк Биейли и Дънкан Рос
- 1997: Джойс Бърнет
- 1999: Брайън Ахърн
- 2001: Еван Джоунс
- 2003: Byung-Yeon Kim
- 2005: Бен Додс
- 2007: Саманта Уилямс
- 2009: Жорди Доменек
- 2011: Дейвид Чеймбърс
- 2013: Филип Славин
- 2015: Ерик Шнейдър
- 2017: Чарлз Рийд
- 2019: Микиел де Хаас[2], Джуди Стефенсън[3]